# اشوك كومار
اشوك كومار ولد 13 أكتوبر 1911 وتوفي 10 ديسمبر 2001 عن 90 عاما بدا العمل في بوليود غي 1936 واعتزل 1997 وهو أخ اسطورة الغناء في الهندي كيشور كومار شارك في أكثر من مئة فيلم في بوليود

## عائلته
لديه اثنين من الاخوة هما كيشور كومار وانوبام كومار واته سيتا ديف تزوجت اخته من الكوميديان ديفين فيرما.

## الجوائز والترشيحات

### فلم فير
أفضل ممثل 1963 - 1970 رشح 1964
أفضل ممثل مساعد 1967 رشح 1968 - 1970 - 1974 - 1977
رشح أفضل كوميديان 1983
الإنجاز مدى الحياة 1995

### أخرى
سانجاي نكات 1959
أفضل ممثل الفيلم الوطني السينمائي 1969
دالسيب باكيه 1988
بادما بوشان 1998
أفضل ممثل فيلم بنغال 1969
الإنجاز مدى الحياة الشاشة 1994
عوض السمان 2001
جائزة خاصة الشاشة 2007

## وصلات خارجية
- اشوك كومار على موقع IMDb (الإنجليزية)
- اشوك كومار على موقع الموسوعة البريطانية (الإنجليزية)
- اشوك كومار على موقع ألو سيني (الفرنسية)
- اشوك كومار على موقع ميوزك برينز (الإنجليزية)
- اشوك كومار على موقع أول موفي (الإنجليزية)
- اشوك كومار على موقع قاعدة بيانات الفيلم (الإنجليزية)
- اشوك كومار على موقع كينوبويسك (الروسية)